# Tišnovská Nová Ves
Tišnovská Nová Ves (in tedesco Neudorf bei Tischnowitz) è un comune della Repubblica Ceca facente parte del distretto di Brno-venkov, in Moravia Meridionale.